# Justicia mesetarum
Justicia mesetarum är en akantusväxtart. Justicia mesetarum ingår i släktet Justicia och familjen akantusväxter.

## Underarter
Arten delas in i följande underarter:
- J. m. chiquitana
- J. m. mesetarum